# Савез удружења бораца Народноослободилачких ратова Србије
Савез удружења бораца Народноослободилачких ратова Србије (скраћено: СУБНОР Србије) је друштвено-политичка и антифашистичка организација у Републици Србији која окупља бивше борце и учеснике Народноослободилачког рата (НОР-а), од 1941. до 1945. године, ратне војне инвалиде, потомке учесника и поштоваоце НОР-а. Такође ова организација се бави очувањем тековина НОР-а, као и материјалним обезбеђењем бивших учесника, посебно инвалида, као и њихових породица.

## О организацији
Основан је 1948. године и у периоду до 2006. године организација је деловала у оквиру Савеза удружења бораца Народноослободилачког рата Југославије / Србије и Црне Горе, самостална је од 2006. године након проглашења независности Црне Горе. У периоду до 1990. године, током постојања Социјалистичке Републике Србије, СУБНОР је био једна од неколико постојећих друштвено-политичка организација у Социјалистичкој Федеративној Републици Југославији.
Савез удружења бораца Народноослободилачких ратова Србије обележава значајне датуме и за чланове има активна војна лица, ратне ветеране и њихове потомке из ослободилачких Балканских ратова, Првог светског рата, Другог светског рата, грађанског рата у СФРЈ од 1991. до 1992. године односно припаднике Југословенске народне армије (ЈНА) и припаднике Војске Југославије / Војске Србије и Црне Горе који су се борили против Агресије НАТО-а на Савезну Републику Југославију 1999. и током Сукоба на југу Србије (1999—2001).
Савез удружења бораца Народноослободилачких ратова Србије данас броји око 135.000 активних чланова удружења, СУБНОР Србије је нестраначка организација која има чланове из свих политичких странака у Републици Србији који признају антифашистичка залагања СУБНОР-а Србије.
СУБНОР Србије је пуноправни међународни члан Светске федерације бивших бораца (РМАС), Међународне организације покрета отпора (Р1В) и сарађује са организацијама ратних ветерана у четрдесетак земаља. Сваке године СУБНОР Србије одржава свечане академије, посебно у већим градовима, уз учешће бораца и грађана, пријатеља и симпатизера НОБ–а.
На скупштини одржаној 18. јуна 2020. године промењен је досадашњи назив организације (Савез удружења бораца Народноослободилачког рата Србије) и усвојен је нови назив организације који гласи: Савез удружења бораца Народноослободилачких ратова Србије.

## Деловање
СУБНОР се оштро против и рехабилитацији квислинга и колаборациониста из Другог светског рата који су осуђени за сарадњу са окупационим властима у Србији и Југославији. Такође противи се свакој врсти ревизије историје и поништавања улоге и значаја победничке антихитлеровске коалиције и оживљавању неофашизма.

## Председници СУБНОР Србије
У периоду од 1948. до данас функција председника Главног одбора, односно Републичког одбора СУБНОР-а вршили су:
- Душан Петровић Шане од 9. маја 1948. до 26. априла 1962.
- Воја Лековић од 26. априла 1962. до 21. јуна 1963.
- Раја Недељковић од 21. јуна 1963. до 25. априла 1969.
- Милија Радовановић од 25. априла 1969. до 24. маја 1974.
- Момчило Дугалић од 24. маја 1974. до 18. маја 1978.
- Драгољуб Петровић Раде од 18. маја 1978. до 1980.
- Радисав Недељковић, од 24. децембар 1980. до 1982.
- Милева Лула Планојевић од 22. априла 1982. до26. маја  1983.
- Урош Бајић, од 26. маја 1983. до 21. маја 1985.
- Бранислав Стојановић Јанко од 21. маја 1985. до 29. априла 1986.
- Александар Јанић од 29. априла 1986. до 1988.
- Славко Поповић од 20. маја 1988. до 1989.
- Михаило Швабић од 1989. до 1992.
- Милисав Лукић од 1992. до 2000.
- Славко Поповић од 2000. до 2010.
- Миодраг Зечевић од 2010. до 2. фебруара 2015.
- Душан Чукић од 2015. до 18. јуна 2020.
- Видосав Ковачевић од 18. јуна 2020. до 17. марта 2025.
- Љубиша Диковић од 17. марта 2025.

## Награде и признања
СУБНОР Србије је председник Републике Србије 2018. године одликовао Сретењским орденом поводом седам деценија постојања и очувања антифашизма.
Влада Републике Србије је, преко надлежног Министарства, СУБНОР Србије наградила 2016. године Златном плакетом Српски ратник за успешно представљање Републике Србије на међународним антифашистичким форумима и манифестацијама.

## Галерија
- Стара чланска карта СУБНОР Србије
- Нова чланска карта СУБНОР Србије